# 광주소년원
광주소년원 또는 광주고룡학교는 비행 청소년에 대한 체계적인 교육을 통하여 이들이 건전한 청소년으로 거듭나 가정과 사회로 되돌아 갈 수 있도록 하기 위하여 설립된 대한민국 법무부 범죄예방정책국 소속기관으로 소년원장은 서기관(4급)으로 보한다. 광주광역시 광산구 임곡로 273-3 (고룡동 795-10)에 위치하고 있다.

## 연혁
- 1946년 11월 7일 광주소년원 개원
- 1997년 1월 8일 고룡직업전문학교 개교
- 2000년 9월 6일 고룡정보산업학교 개교
- 2007년 7월 23일 광주소년분류심사원과 통합

## 조직
- 행정지원과
- 교무과
- 의무과
- 분류보호과

### 부설 기관
- 광주청소년비행예방센터